# Prittwitz

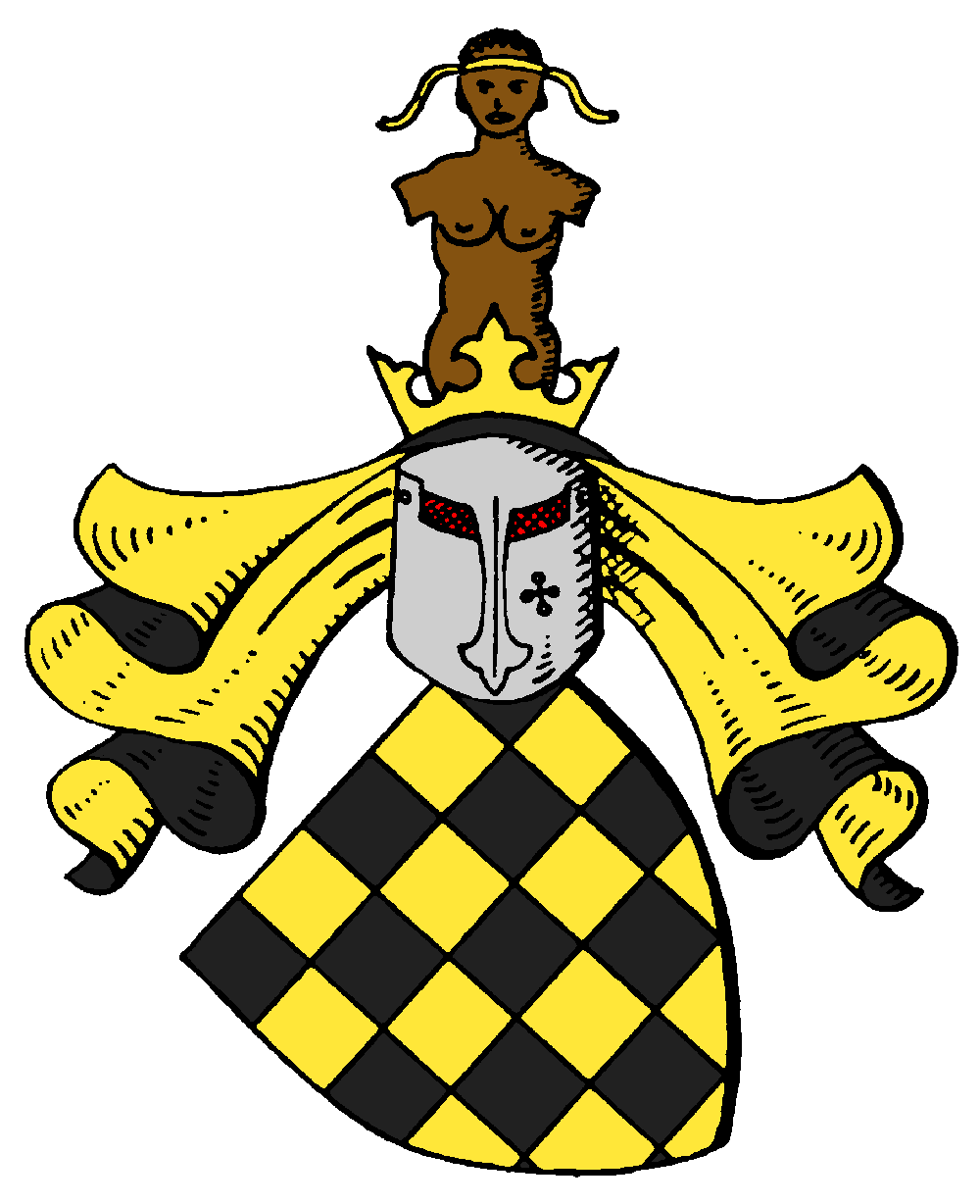
Herb rodu Prittwitz

Prittwitz - nazwisko starej, bardzo szeroko rozgałęzionej śląskiej rodziny szlacheckiej. Po raz pierwszy pojawia się w dokumentach w 1283 roku  jako wzmianka o postaci Petrus de Prawticz oraz w polskim herbie rodowym Wczele. Jednolite nazwisko Prittwitz und Gaffron pojawiło się po raz pierwszy zgodnie z dekretem pruskiej Heroldii w 1882.

## Herb
Emblemat to szachownica w kolorach czarnym i złotym. Na hełm garnczkowy z czarno-złotą labrą nałożony korpus nagiej murzynki z okaleczonymi rękami i złotą przepaską (bandażem) na głowie. 

## Znani członkowie rodziny
- Bernhard von Prittwitz († 1561), oficer Korony Polskiej[1]
- Bernhard von Prittwitz und Gaffron (1845–1923), właściciel ziemski z terenów Górnego Śląska
- Bernhard Karl Heinrich von Prittwitz (1796–1881), pruski generał-major, komendant twierdzy Toruń
- Carl Baron von Prittwitz (1797–1881), rosyjski generał kawalerii oraz generał-adiutant cara Mikołaja I
- Christian Wilhelm von Prittwitz (1739–1807), pruski oficer regimentu „Alt-Bevern“, właściciel ziemski dolnośląskiego powiatu Frankenstein
- Erich von Prittwitz und Gaffron (1888–1969), filolog niemiecki, urzędnik ds. kulturalnych
- Ernst Hermann von Prittwitz und Gaffron (1856-1925), urzędnik hutniczy, jeden z czołowych działaczy, który przyczynił się do wybudowania kościoła ewangelicko-augsburskiego Zbawiciela w Roździeniu
- Friedrich Bernhard von Prittwitz (1720–1793), starosta powiatu opolskiego i ziemianin na Dolnym Śląsku
- Maximilian von Prittwitz und Gaffron (1848–1917), pruski generał dywizji, Dowódca 8. Armii na froncie wschodnim (1914)
- Moritz Karl Ernst von Prittwitz (1795–1885), pruski generał piechoty, dyrektor budowy twierdzy Poznań oraz twierdzy związkowej Ulm, Drugi Inspektor Korpusu Inżynierów
- Moritz von Prittwitz und Gaffron (1819–1888), pruski administrator okręgu w powiecie Nimptsch (Niemcza) prowincji śląskiej oraz powiatu Ohlau (Oława)
- Siegmund Moritz von Prittwitz (1747- 1822) pruski generał porucznik i właściciel ziemski w Unter-Ludwigsdorf (Bystre) w powiecie Oels (Oleśnica). Uczestnik wojen napoleońskich 1806-1807 w korpusie pruskim L'Estocqa, m.in. podczas bitwy z Francuzami pod Schippenbeil (1806) oraz Bitwy pod Eylau (1807). Odznaczenia: pruski Order Orła Czerwonego oraz carski Order Świętej Anny